# ASRock
ASRock（アスロック、中国語：華擎科技股份有限公司）は、台湾に本社を置くコンピュータ及びコンピュータ関連部品製造メーカー。マザーボードやビデオカード、HTPC等を製造している。社名の由来は、「As Solid as Rock」（岩のように頑丈）な製品を市場に出したい、という発想から。

## 概要
ASUSの子会社として2002年5月10日に設立。2007年には台湾証券取引所に上場した。2008年1月、ASUSは製造部門をPegatronとして分社化し、ASRockはPegatronの傘下となる。2010年6月にPegatronがASUSから独立したことで、ASRockとASUSの資本関係は解消された。
2018年にビデオカード市場へ参入し、AMD Radeon GPUを搭載したビデオカードを発売した。2022年には、Intel Arc GPUを搭載したビデオカードも発売している。
液晶ディスプレイも手掛けており、2022年に世界初となる無線LANアンテナを内蔵したゲーミングモニターを発表した。

## 日本国内での展開
マザーボードの年間販売台数において、2015年以降はASUSに次ぐ2位に位置し続けている。2021年2月には、月間販売台数でASRockがASUSを逆転し首位を獲得。ASUSは2011年4月から2021年2月に至る9年10か月の間、月間1位を維持していた。
ベアボーン市場では、2019年に「DeskMini A300」がヒット。本製品は元々コンセプトモデルで、本来であれば製品化する予定は無かったが、日本ユーザーからの支持を受け販売されることになった経緯がある。ASRockは同年、ベアボーンの国内年間販売台数で2014年から5年連続でトップのインテルを抑え、1位に輝いた。
正規代理店
- 株式会社アスク[13]
- シー・エフ・デー販売[14]
- テックウインド株式会社[15]

## 製品

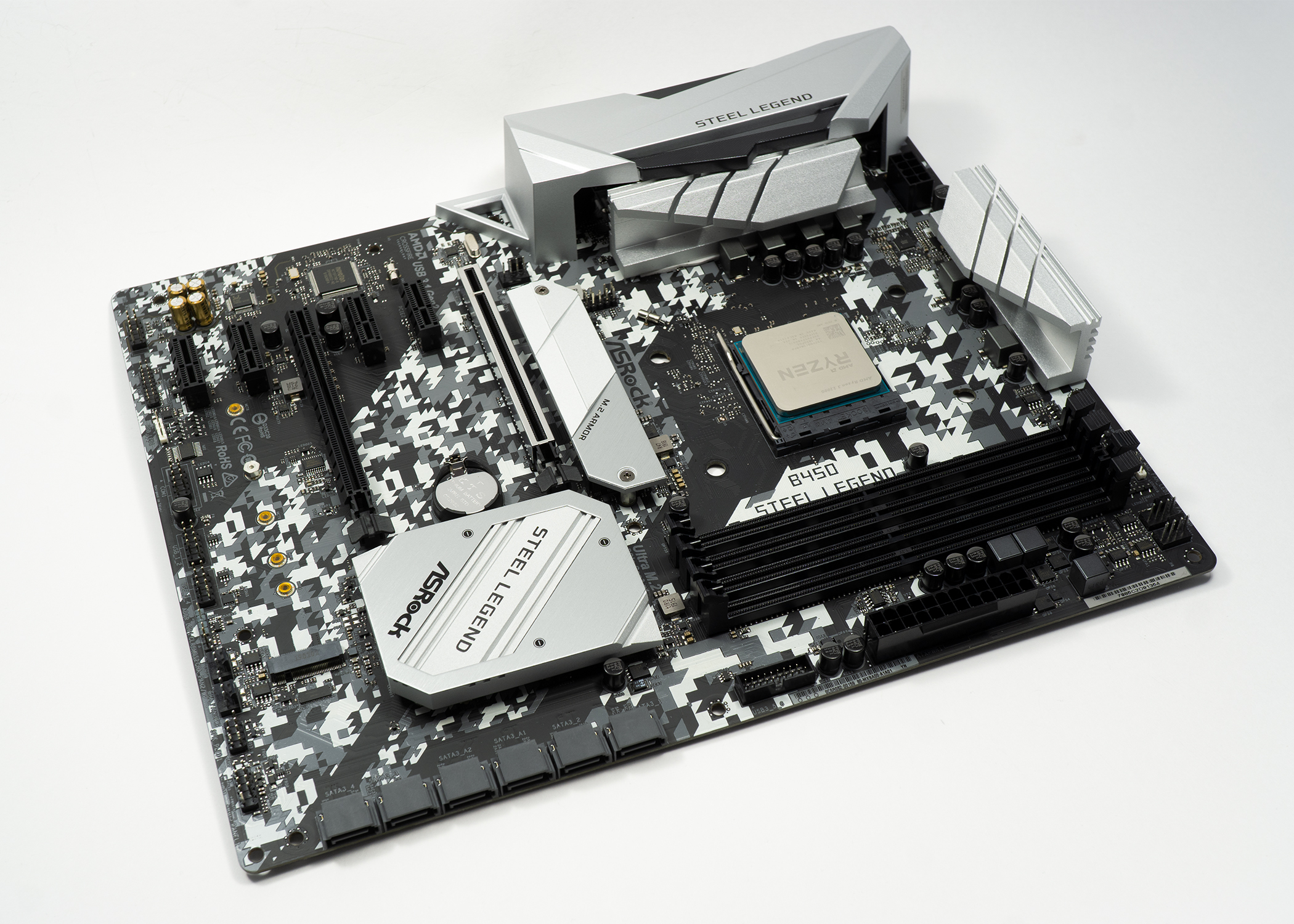
B450 Steel Legend

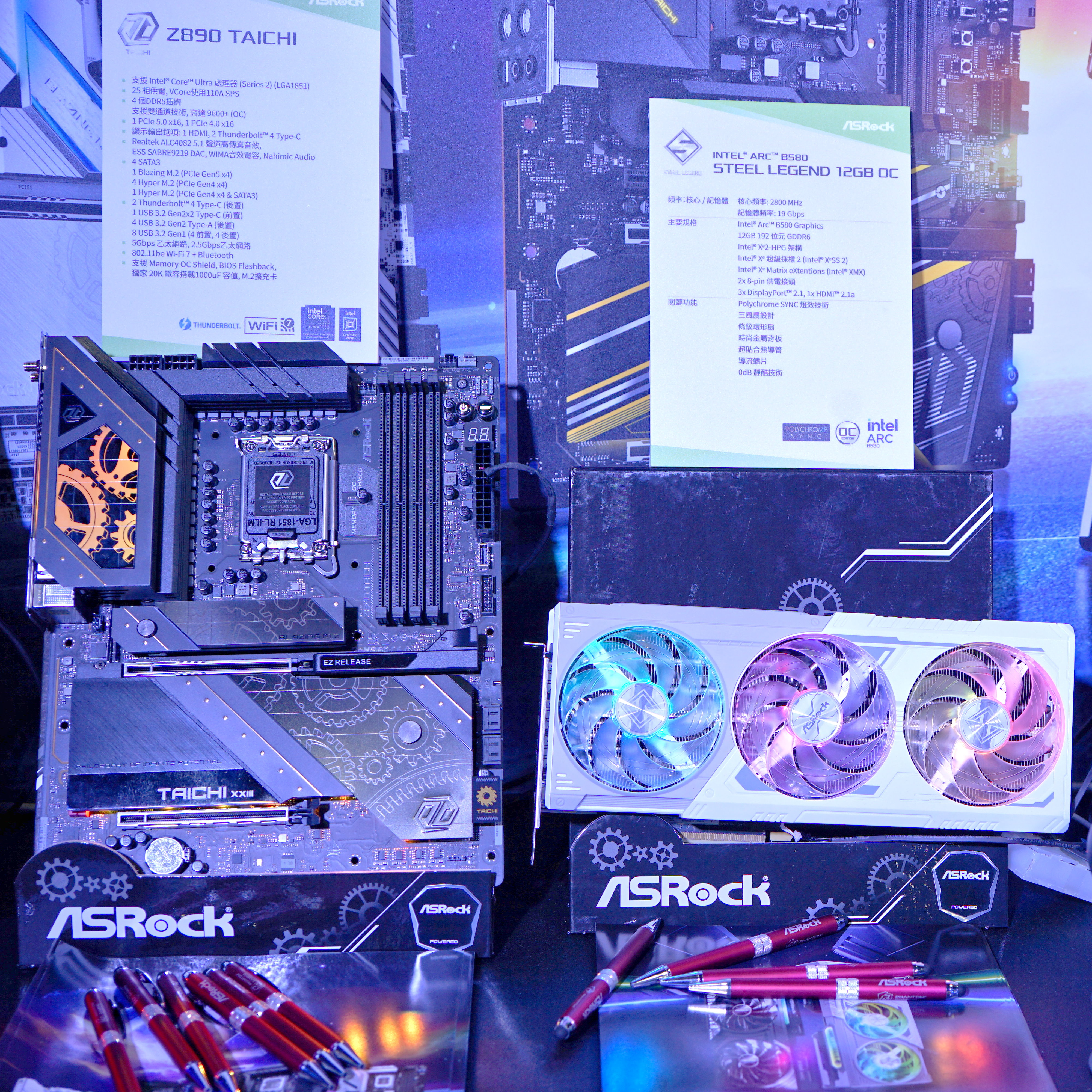
Z890 Taichiマザーボード（左）とIntel Arc B580 Steel Leend 12GB OCビデオカード（右、2024 Gamforce eSports Carnival出展）

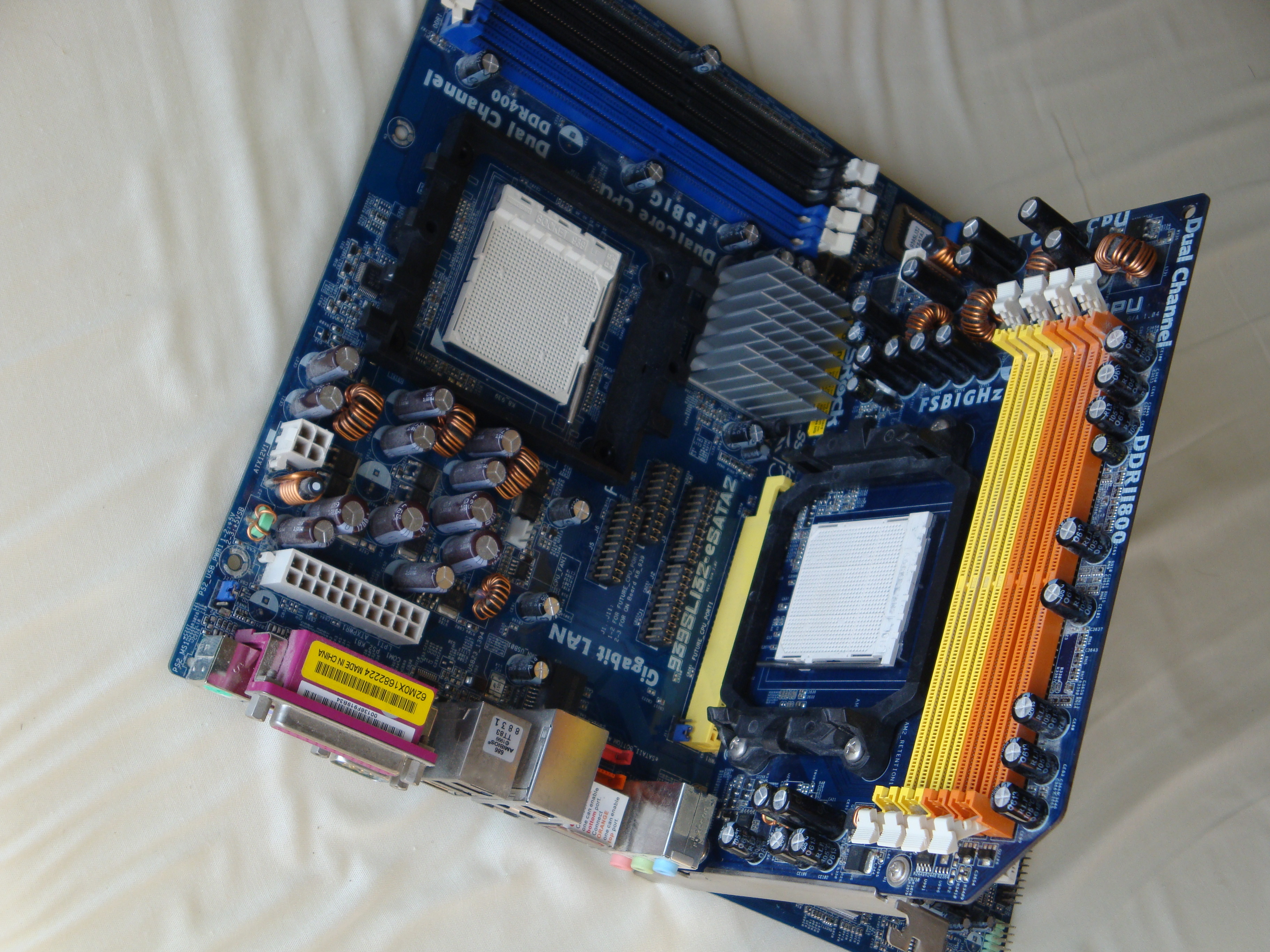
939SLI-eSATA2 Socket AM2基板を増設可能なSocket 939マザーボード。

マザーボード
- AQUAシリーズ
- OC Formulaシリーズ
- Taichiシリーズ
- Phantom Gamingシリーズ
- Creatorシリーズ
- LiveMixerシリーズ
- Steel Legendシリーズ
- Extremeシリーズ
- Proシリーズ

ビデオカード
- AQUAシリーズ
- OC Formulaシリーズ
- Taichiシリーズ
- Phantom Gamingシリーズ
- Steel Legendシリーズ
- Challengerシリーズ

ミニPC
- DeskMeetシリーズ
- DeskMiniシリーズ
- Jupiterシリーズ

- 939SLI-eSATA2
Socket AM2基板を増設可能なSocket 939マザーボード[16]。